# محوطه مورت سبز
محوطه مورت سبز مربوط به عصر آهن - دوره اشکانیان است و در شهرستان گیلانغرب، بخش مرکزی، دهستان ویژنان، ۲/۵ کم غرب روستای پاون مکر واقع شده و این اثر در تاریخ ۲۶ اسفند ۱۳۸۷ با شمارهٔ ثبت ۲۵۴۲۷ به‌عنوان یکی از آثار ملی ایران به ثبت رسیده است.